# 김진우 (음악 프로듀서)
김진우(金鎭宇, 1978년 1월 13일 ~ )는 대한민국의 대중음악 제작자이자 기업인이다. 한국외국어대학교 러시아어과를 졸업하고, 경희대학교 아트퓨전디자인대학원에서 음악비즈니스를 전공하여 졸업하였다. 한국콘서바토리 겸임교수와 동아방송대학 외래교수를 역임했으며, 마마무, 원어스, 원위, 퍼플키스, KARD, 베이식, 오브로젝트, 에스나, 박기영, 스탠딩 에그, 박신혜, 김연지, 장나라, 서영은, 이지훈, EVE 등 다수의 아티스트와 곡을 작사·작곡하고 제작하였다. 현재 (주)RBW와 (주)DSP미디어 대표이사, 명지전문대학 엔터융합비즈니스과 조교수로 활동하고 있다.

## 학력
- 2009~2024 경희대학교 아트퓨전디자인대학원 석사
- 1996~2006 한국외국어대학교 러시아어학 학사
- 1993~1995 보성고등학교
- 1990~1992 동북중학교

## 경력
- 2021~현재 (주)DSP미디어 대표이사
- 2020~현재 명지전문대학 엔터융합비즈니스과 조교수
- 2013~현재 (주)RBW 대표이사
- 2012~2015 (주)WA엔터테인먼트 대표이사
- 2012~2013 (주)모던앤브릿지 대표이사
- 2012 동아방송예술대학교 외래교수 (음악비즈니스)
- 2011~현재 (주)모던케이 이사
- 2010~2012 (주)레인보우브릿지에이전시 대표이사
- 2010~2012 한국콘서바토리 겸임교수
- 2009 (주)뮤직큐브 기획마케팅부장
- 2008 (주)큐브엔터테인먼트 기획팀장

## 수상
- 2023 청년고용촉진 유공 국무총리 표창
- 2022 문화체육관광부장관 표창
- 2022 고용노동부장관 표창
- 2022 뉴시스 한류엑스포 한국콘텐츠진흥원장상
- 2020 제17회 대한민국창업대상 중소벤처기업부 장관상
- 2018 문화체육관광부장관 표창
- 2017 한국연예제작자협회 올해의 기획자상
- 2016 대한민국 지식경영대상 대중문화부문 최우수상
- 2015 산업통상자원부 장관 표창 청년기업인상